# Valerij Jakovlevič Leont'ev
Valerij Jakovlevič Leont'ev (in russo Валерий Яковлевич Леонтьев?; Usinsk, 19 marzo 1949) è un cantante e attore russo.
Valerij Leont'ev è considerato uno dei più importanti artisti russi; nel corso della sua carriera pluri-decennale ha prodotto oltre trenta album e venduto milioni di copie. Nel 1991 è stato il primo artista sovietico a ricevere un World Music Award 
Nel 1996 è stato insignito del titolo di Artista del popolo della Russia; è stato inoltre insignito dell'Ordine al merito della Patria di quarta classe, dell'Ordine dell'onore e dell'Ordine dell'amicizia. La stampa russa lo ha definito "megastar" e "leggenda".

## Biografia e carriera teatrale

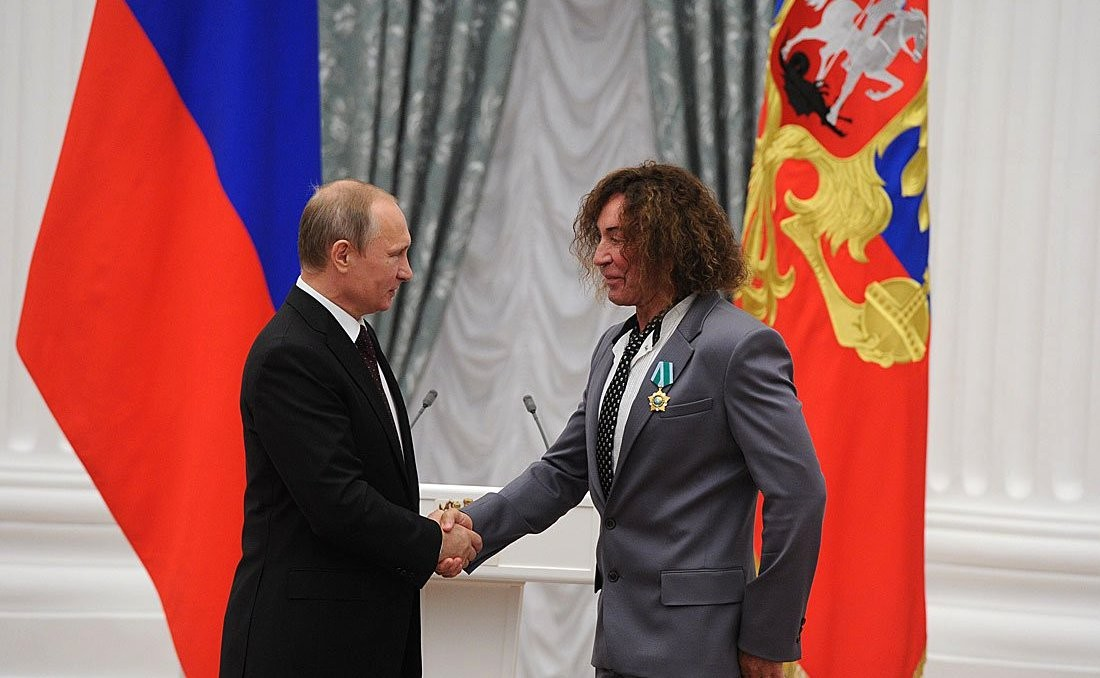
Valerij Leont'ev riceve l'Ordine dell'amicizia da Vladimir Putin (2014)

Valerij Leont'ev ha un'infanzia dura e un rapporto turbolento coi suoi genitori. Sogna di intraprendere una carriera nel campo dell'oceanografia, ma non riuscì a superare l'esame di ammissione al college. Si trasferisce a Syktyvkar e intraprende la carriera di cantante; diventa un membro della Filarmonica repubblicana.
Inizia ad esibirsi in luoghi storici come la sala da concerto Oktjabrskij di San Pietroburgo. In seguito si iscrive alla Filarmonica di Gor'kij e la sua carriera comincia a decollare: il pubblico inizia a riconoscere il suo stile, tanto che Leont'ev diviene una delle più grandi celebrità dell'Unione Sovietica.
A seguito del primo Union popo festival, tenutosi a Erevan nel 1981, il TIME ebbe a scrivere che le esibizioni dell'allora trentaduenne Valerij Leont'ev erano a metà tra quelle di Mick Jagger e di Michail Baryšnikov (un danzatore e coreografo sovietico).
Nel 1983 Valerij Leont'ev intraprende il primo tour ("Sono solo un cantante") e fece registrare diciotto tutto-esaurito nella sola Leningrado; nella stessa città, due anni dopo, le code per ottenere i biglietti per i suoi concerti del terzo tour furono tali da bloccare perfino il traffico.
Nel 1987 Leont'ev si è diplomato presso l'Istituto di Cultura, mentre nei due anni successivi interpreta ben tre ruoli su quattro nell'opera rock Giordano, incentrata sulla figura di Giordano Bruno (solo tra Mosca e Leningrado le repliche furono più di cinquanta. Negli stessi anni tiene i primi concerti nelle grandi città dell'Unione Sovietica (tra i quali le ventisette esibizioni a Novosibirsk nel 1988).
Nel 1990 intraprende una serie di concerti con un'orchestra sinfonica (i primi in assoluto per la Russia) incentrati sulla figura di Casanova, con la partecipazione di Gina Lollobrigida. Nel 1998 tiene concerti anche negli Emirati Arabi Uniti.
Nel 1999 il nuovo spettacolo ("Fotografo di sogni") viene eseguito in Russia, Ucraina (Paese ove Leont'ev ha ottenuto il titolo di Artista meritevole), Israele, Stati Uniti, Canada, Germania e Paesi Baltici.
Nel 2004, a San Pietroburgo, tiene il suo trecentesimo concerto; due anni dopo intraprende un tour nelle repubbliche ex-sovietiche dell'Asia. Nei primi anni dieci tiene concerti al Palazzo dei congressi del Cremlino.
Leont'ev vanta anche un duetto con Vladimir Putin: avvenne, in maniera improvvisata, durante un concerto per i capi della Comunità degli stati indipendenti tenutosi a Soči nel 2006, quando l'allora presidente russo si unì al cantante durante un bis.
Valerij Leont'ev colleziona automobili di lusso e ha un'etichetta discografica personale.

## Discografia

### Album in studio
- 1983 – Muza
- 1984 – Dialog
- 1984 – Prem'era
- 1986 – Diskoklub 16 (B)
- 1986 – Barhatnyj sezon
- 1988 – Ja - prosto pevec
- 1990 – Delo vsuka
- 1990 – Grešnyj put'
- 1993 – Noč'
- 1993 – Polnolunie
- 1994 – U vorot Gospodnix
- 1994 – Prikosnis'
- 1995 – Po doroge v Gollivud
- 1998 – Santa-Barbara
- 1999 – Kanatnyj Pljasun
- 1999 – Každyj hočet ljubit'
- 2001 – Avgustin
- 2003 – Klenovyj list
- 2004 – Nočnoj zvonok
- 2005 – Padaju v nebesa
- 2009 – Godii stranstvij
- 2011 – Hudožnik
- 2014 – Ljubov'-kapkan
- 2017 – Ėto ljubov'